# 영웅일기 (드라마)
《영웅일기》는 1994년 7월 25일부터 1994년 9월 13일까지 방영된 SBS 월화드라마이다.

## 기획 의도
최첨단 컴퓨터산업을 배경으로 대학가 컴퓨터 동아리의 꿈과사랑, 이색적인 컴퓨터해커의 세계 등을 그려내는 드라마

## 등장 인물
- 박철 : 손오공 역
- 이진우 : 기태하 역 (다이나믹한 해커)
- 옥소리 : 리디아 역
- 김남주 : 마청미 역
- 조동섭 : 사오정 역
- 송영창 : 유지형 역 (교수, 멘토)
- 최상훈 : 구진서 역
- 김미정 : 손미윤 역 (지형의 연인)
- 임현식 : 맹 형사 역
- 이치우
- 이묵원
- 홍여진
- 유퉁
- 임대호
- 양형욱
- 이소희

## 주제가
- 황승호제 - 유리도시, 연

## 참고 사항
- 당시 PC가 보편화 되기 전에 한국 드라마 사상 처음으로 컴퓨터 해킹을 주 소재로 다뤄서 당시 상당한 반향을 일으킨 바 있다. 이후 SBS의 9시 월화 미니시리즈는 고백으로 재개됐다.
- 옥소리(리디아 역)는 해당 드라마 때문에 KBS 2TV <폴리스> 캐스팅 제의를 고사했고 드라마 폴리스의 옥소리 자리에는 오현경이 대신 들어갔다.
- 1994년 당시 DOS 5.0 OS 체계에서 486이 최신형 컴퓨터로 나오던 시절, 실제 해커를 기반으로 용산등에서 판매되던 해킹툴, 당시 전화접속 외의 기업과 학교등의 랜선을 기반으로 하는 인터넷환경을 소개하면서, 드라마 장르에서는 볼 수 없었던 볼거리로 센세이션을 일으켰다.
- 그러나, 출연진의 전무에 가까운 컴퓨터 지식으로 인한 어색한 연출이 '옥의 티'로 지적되었다.[1]
- 기태하 역을 맞은 이진우는 해커 역할로서 청춘스타로 발돋움했고, <우리들의 천국>으로 유명했던 박철은 손오공 역할로 청춘스타 인지도를 굳건히 하였다. 옥소리는 리디아 역을 맡아서 당시 청춘스타로서 청춘드라마 섭외률 최고의 여배우로 자리를 지켰다.